# We Know You Know
We Know You Know es el tercer álbum de la banda de Montreal Lesbians On Ecstasy, publicado por Alien8 Recordings. Contiene diez canciones y es la continuación al álbum remix de 2005 Giggles in the Dark.
La canción Sisters in the Struggle alcanzó la posición #1 en la lista de CBC Radio 3 durante la semana del 28 de junio de 2007.

## Lista de canciones[4][5]
1. «Sisters in the Struggle» – 5:13
2. «Sedition» – 4:25
3. «The Cold Touch of Leather» – 3:11
4. «Victoria’s Secret» – 3:24
5. «We Won't Give it Back» – 4:24
6. «Party Time (a womyn's luv)» – 3:53
7. «Is this the Way?» – 3:52
8. «Alone in the Madness» – 5:13
9. «It’s Practically Freedom» – 3:43
10. «Mortified» – 3:26